# محمد عبد الهادي أبو ريدة
محمد عبد الهادي أبو ريدة : مؤرخ وباحث متخصص بالتاريخ والحضارة العربية الإسلامية ، (و. 1909 - ت. 1991م):
ولد أبو ريدة بتاريخ 24 نوفمبر 1909بمدينة العريش محافظة شمال سيناء
[ما هي؟]
، وتوفي يوم الأحد الموافق للعاشر من الشهر نفسه سنة 1991، كان أبو ريدة من الطلبة الأوائل الذين تخرجوا في قسم الفلسفة بالجامعة المصرية في القاهرة سنة 1934، وكان من بين زملائه في الدفعة ذاتها: نجيب محفوظ، ود. توفيق الطويل ود. علي أحمد عيسى، وهؤلاء الزملاء الأربعة هم أبطال رواية صديقهم محفوظ (القاهرة الجديدة) التي صدرت في طبعتها الأولى سنة 1945.
نال أبو ريدة درجة الماجستير سنة 1939 في أطروحته (إبراهيم بن سيار النظّام وآراؤه الفكرية والفلسفية)، فيما حصل على الدكتوراة من جامعة بازل بسويسرا سنة 1945 في رسالته التي أنجزها بالألمانية (الغزالي ونقده للفلسفة الإغريقية) وعاد إلى القاهرة ليشتغل أستاذًا في جامعتها، ثم عمل أستاذًا زائرًا، لفترة قصيرة، سنة 1948 في السربون بفرنسا فملحقًا ثقافيًا لبلاده في مدريد التي أنشأ فيها المعهد المصري للدراسات الإسلامية، وحضر إلى بنغازي مع تأسيس الجامعة الليبية وظل بها إلى سنة 1962 فعاد مرة أخرى إلى القاهرة ودرّس بجامعة عين شمس واختير مساعدًا لعميد كلية آدابها إلى سنة 1966 التي شهدت سفره إلى الكويت وإسهامه في تأسيس جامعتها وقسم الفلسفة بها والمشاركة في التدريس إلى سنة 1987. عمل أستاذًا زائرًا في جامعة السوربون، وكان مستشارًا ثقافيًّا للسّفارة المصريّة في إسبانيا، وشارك في إنشاء المعهد المصري للدراسات الإسلامية (مدريد).

## آثار د. أبو ريدة

### في التأليف
- مبادئ الفلسفة والأخلاق،
- تأملات في الكتاب الإلهي،
- نصوص فلسفية عربية،
- بالإضافة إلى العديد من المقالات والبحوث وإسهاماته في وضع منهج مادة الفلسفة في بعض الدول العربية.

### في التحقيق
تحقيقه لرسائل الكندي الفلسفية التي استغرقت منه الفترة الزمنية من 1950 إلى 1954، وقد اشتهر بها، كما قيل عنه، أكثر من غيرها، وكتاب تمهيد الأوائل وتلخيص الدلائل للباقلاّني 1947 بالاشتراك مع زميله الأستاذ محمد محمود الخضيري والذي طبع باسم التمهيد في الرد على الملحدة المعطلة والرافضة والخوارج والمعتزلة، وديوان الأصول للنيسابوري سنة 1969، ورسالة في ثمرة الحكمة لابن الهيثم سنة 1987، وكتاب الاستبصار للقرافي.

### من ترجماته ذات الأهمية البالغة
- ت. ج. دى بور (1948) [1901]. تاريخ الفلسفة في الإسلام [(بالألمانية: Geschichte der Philosofie im Islam)]. ترجمة: محمد عبد الهادي أبو ريدة (ط. الثانية). القاهرة: مطبعة لجنة التأليف والترجمة والنشر.

- آدم متز (1940) [1922]. الحضارة الإسلامية في القرن الرابع الهجري [(بالألمانية: Die Renaissance des Islams)]. ترجمة: محمد عبد الهادي أبو ريدة (ط. الأولى). القاهرة: مطبعة لجنة التأليف والترجمة والنشر. ج. الجزء الأول.

- آدم متز (1941) [1922]. الحضارة الإسلامية في القرن الرابع الهجري [(بالألمانية: Die Renaissance des Islams)]. ترجمة: محمد عبد الهادي أبو ريدة (ط. الأولى). القاهرة: مطبعة لجنة التأليف والترجمة والنشر. ج. الجزء الثاني.
- س. بينيس (1946) [1936]. مذهب الذرة عند المسلمين وعلاقته بمذهب اليونان والهنود ومعه فلسفة محمد بن زكريا الرازي [(بالألمانية: Beiträge zur islamischen Atomenlehre)]. ترجمة: محمد عبد الهادي أبو ريدة (ط. الأولى). القاهرة: مكتبة النهضة المصرية.

- يوليوس فلهاوزن (1969) [1968]. تاريخ الدولة العربية من ظهور الإسلام إلى نهاية الدولة الأموية [(بالألمانية: Das arabische Reich und sein Sturz)]. ترجمة: محمد عبد الهادي أبو ريدة (ط. الأولى). القاهرة: مطبعة لجنة التأليف والترجمة والنشر.

- هاملتون غيب (1934) [1933]. وجهة الإسلام نظرة في الحركات الحديثة في العالم الإسلامي [(بالإنجليزية: Modern Trends in Islam)‏]. ترجمة: محمد عبد الهادي أبو ريدة (ط. الأولى). القاهرة: المطبعة الإسلامية.

## وصلات خارجية
- محمد عبد الهادي أبو ريدة على موقع أرشيف الشارخ.